# Sylvia Simma
Sylvia Susanna Simma, född 17 maj 1976 i Karesuando församling, Norrbottens län, är en svensk samisk  politiker.
Sylvia Simma växte upp i Lainiovuoma sameby och Idivuoma och utbildade sig till civilingenjör. Hon har arbetat bland annat i Södertälje och arbetar på LKAB i Kiruna.
Hon har arbetat med samepolitik sedan 1996, då hon kom med i Sáminuorras styrelse. Hon är ledamot i Sametinget sedan 2001 för Samelandspartiet och var talman i Sametinget 2005-2009.